# 青毛堀川

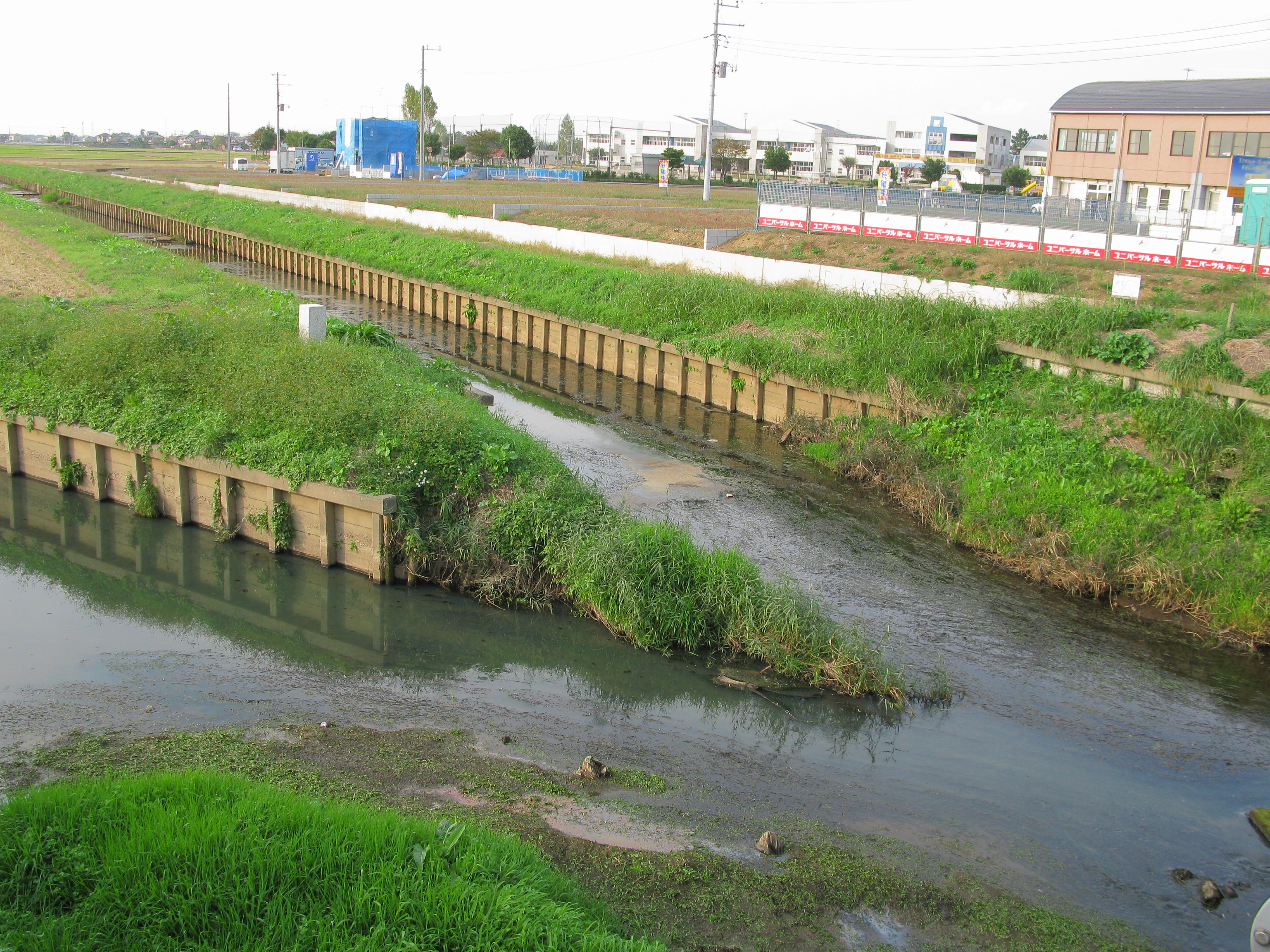
青毛堀川の起点

青毛堀川（あおげぼりがわ）は、埼玉県加須市から久喜市までを流れる河川で、騎西領用水（新川用水）およびその分水となる用水路の農業排水路である。久喜市太田地区では青毛を「オオゲ」と発音していたことから、青毛堀川を「オオゲボリ」と呼称する姿が見られる（太田村の項を参照）。

## 概要
加須市下高柳の北青毛堀川と南青毛堀川の合流地点（座標）に「一級河川青毛堀川起点」の碑が設置されており、久喜市吉羽の大落古利根川との合流地点に「一級河川青毛堀川終点」の碑が設けられている。大落古利根川との合流地点より上流側約200 m、葛西橋付近が大落古利根川の起点であり、それを示す標石が橋の袂にある。会の川と新川用水の間に挟まれた地域の農業排水路となっている河川である。
また、久喜市太田地区の喜橋からを吉羽大橋の区間の両岸にはソメイヨシノが植樹され、春には久喜市内の桜名所の1つになっている。
青毛堀川という名称は古くには上流より野久喜村までは川幅があまり広くなかったが、青毛村に至り川幅が広くなることからこの青毛村にちなみ青毛堀川という名称がつけられた。
また、かつては戸崎村より船越村に所在していた船越沼に流入するまでの区間を「上青毛堀（かみおおげぼり）」、船越沼より吉羽村までの下流の流域を「下青毛堀（しもおおげぼり）」と呼称し、それぞれ二分して管理されていたとされている。このうち上青毛堀は馬内村・下高柳村・礼羽村・加須町・久下村・花崎村・船越村・戸崎村・上高柳村の9ヶ村にて管理し、下青毛堀は21ヶ村にて管理されていた。
合流
- 江川堀
- 天王新堀
- 平沼落川
- 新規堀用水

分流
- 青毛新堀川

## 流路
加須市串作もしくは加須市平永を起点とする北青毛堀川と、加須市道地を起点とする南青毛堀川が上流域に存在し、それぞれがさらに流域の農業排水を集め加須市下高柳にて合流し青毛堀川となる。久喜市鷲宮区域の鷲宮神社付近で青毛新堀川が分流する。本川は東武伊勢崎線の橋梁をくぐり鷲宮の市街地側を通り、青毛新堀川は東武線のすぐ西隣を並行する。この間、江川堀川が鷲宮駅付近にて青毛新堀川と交差し、久喜市砂原にて本川と合流する。本川と青毛新堀川は本川が東武線の橋梁を再びくぐる地点にて合流する。しばらく下ると、久喜市青葉で天王新堀、平沼落川、久喜市吉羽で新規堀用水と合流し、さらに100mほど下った大落古利根川との合流地点が、青毛堀川の終点である。

## 橋梁
上流より記載
- 二ツ橋（埼玉県道149号加須菖蒲線）
- 上小宮橋
- 下小宮橋
- 青毛堀川橋
- 五衛門橋
- 花崎駅南橋 - 花崎駅南通り線[7]
- 二枚橋（埼玉県道370号北中曽根北大桑線）
- 名称不明（東北道西側道）
- 青毛堀川橋（東北自動車道）
- 平成青毛堀川橋（東北道東側道）
- 内野橋
- 宮前橋梁（東武伊勢崎線）
- 宮前橋
- 新道橋（埼玉県道410号鷲宮停車場線）
- 名称不明
- 柳橋
- 池の台橋（埼玉県道12号川越栗橋線）
- 新橋
- 関場橋
- 寿徳寺橋梁（東武伊勢崎線）
- 御蔵橋
- 新青毛堀橋（埼玉県道3号さいたま栗橋線）
- 紺屋橋
- 和田裏橋
- 稲荷橋
- 青毛堀橋梁（東北本線）
- 東武伊勢崎線橋脚
- 道路橋（名称不明）
- 東北新幹線橋脚
- 出来野橋 - 橋の崩落のため2011年5月18日より通行止めの措置が取られていたが[8]、架け替えられて2014年12月18日開通した[9]。

- 野久喜大橋
- 喜橋（埼玉県道153号幸手久喜線、通称：久喜幸手新道）

- 上水道橋
- 高田橋（歩行者・自転車専用橋）

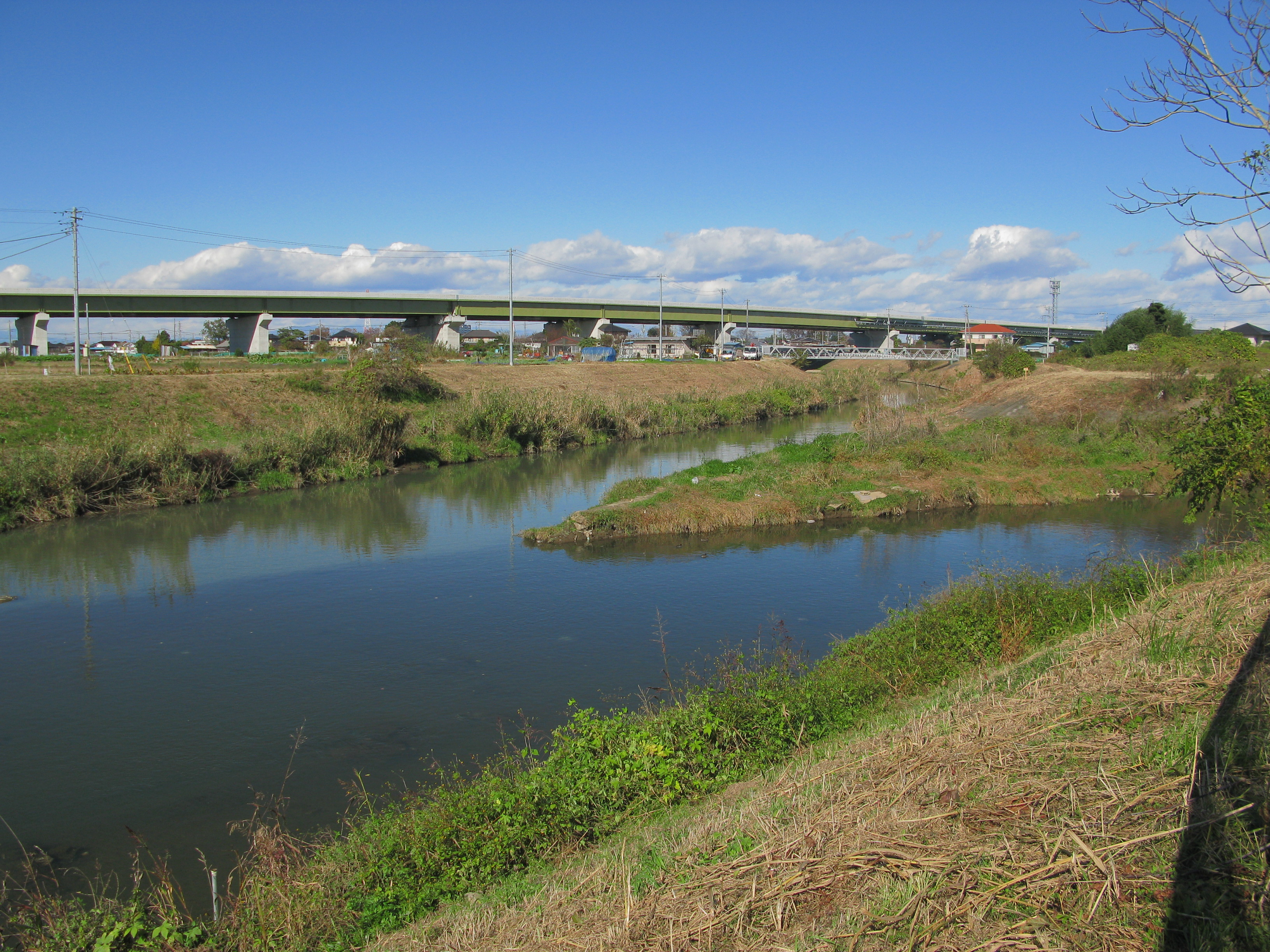
青毛堀川と大落古利根川の合流点

- 吉羽大橋（久喜市道平沼和戸線、通称：けやき通り）
- 江口橋
- 河原橋（歩行者・自転車専用橋）
- 水道橋
- 首都圏中央連絡自動車道高架

## 周辺の施設
- 環境浄化センター（加須市花崎）
- 加須はなさき公園（花崎多目的遊水池）（加須市花崎）
- 第一浄水場（久喜市鷲宮）
- 吉羽浄水場（久喜市吉羽）